# سید احمد زرگر

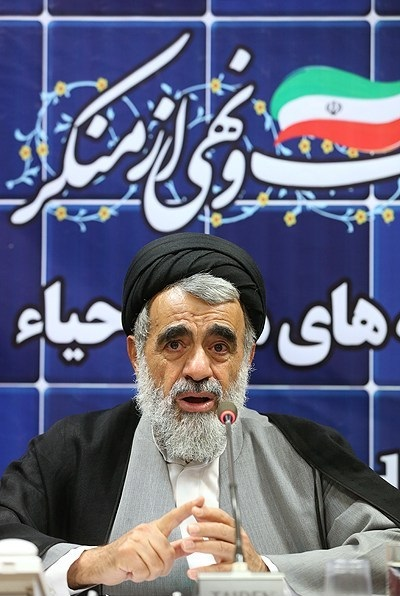
در سال ۱۳۹۵

سید احمد زرگر (زاده ؟ - درگذشته ۲۱ شهریور ۱۴۰۰) رئیس دادگاه انقلاب اسلامی تهران و رئیس شعبه ۳۶ دادگاه تجدید نظر استان تهران، نماینده رئیس قوه قضائیه در ستاد مبارزه با قاچاق کالا و ارز و دبیر  ستاد امر به معروف و نهی از منکر از سال ۱۳۷۳ تا ۱۳۹۷ بود. وی در ۲۱ آبان ۱۳۹۹ به عنوان رئیس جدید دادگاه انقلاب تهران معارفه شد. دختر زرگر با پسر علی یونسی ازدواج کرده‌است. وی  در ۲۳ فروردین ۱۳۹۰ به اتهام نقض گسترده و شدید حقوق شهروندان ایرانی توسط اتحادیه اروپا تحریم شد.

## تحریم اتحادیه اروپا
اتحادیه اروپا طی تصمیم مورخ ۲۳ فروردین ۱۳۹۰ (۱۳ آوریل ۲۰۱۱)، ۳۲ مقام ایرانی از جمله احمد زرگر را به دلیل نقشی که در نقض گسترده و شدید حقوق شهروندان ایرانی داشته‌اند، از ورود به کشورهای این اتحادیه محروم کرد. کلیه دارایی‌های این مقامات نیز در اروپا توقیف خواهد شد.

## موارد نقض حقوق بشر
بر اساس بیانیه اتحادیه اروپا، احمد زرگر قاضی شعبه ۳۶دادگاه تجدید نظر تهران، احکام بلندمدت زندان و اعدام علیه معترضان را تأیید کرده‌است. هرچند زرگر را به عنوان یک قاضی سختگیر می‌شناختند ولی احمد زیدآبادی پس از فوت او از ماجرای پرونده اش در سال ۷۹ گفت که رای بدوی سعید مرتضوی توسط زرگر تخفیف خورد و ۱۰ ماه زندان آن کاسته شد. هرچند زرگر در متن حکم تجدیدنظر خود زیدآبادی را به تبلیغ افسارگسیخته علیه نظام متهم کرد و به مرتضوی خرده گرفت که چرا در این مورد حکم شدیدتری صادر نکرده‌است.

## درگذشت
زرگر در تاریخ ۲۱ شهریور ۱۴۰۰ بر اثر ابتلا به کرونا درگذشت.
در مراسم تشییع و دفن وی، برخی چهره‌های قضایی معروف شرکت کردند؛ مانند مصطفی پورمحمدی، علی فلاحیان، علی یونسی، حسن غریب دادستان قم و ابراهیم رازینی.